# Heart of David
Heart of David – pierwszy album solowy basisty brytyjskiego zespołu Pendragon, Petera Gee.

## Lista utworów
1. Angel Song - 2:55
2. Walking By Night - 4:30
3. You Bring The Rain - 6:20
4. Unspoken Words - 4:34
5. Forever - 3:39
6. Crying On The Inside - 6:28
7. Heart Of David - 2:11
8. The Enemy Within - 2:49
9. On Broken Wings - 4:44
10. Water's Edge - 6:18
11. Beyond Ourselves - 3:13
12. Kingdom Come - 2:26
13. Voices In The Dark - 5:09
14. The Everlasting Arms - 6:22

## Skład zespołu
- Peter Gee - gitara, organy, gitara basowa, gitara akustyczna, instrumenty klawiszowe, pianino, pedały basowe
- Paul Wilson - wokal
- Fudge Smith - perkusja
- Ian Salmon - gitara basowa
- Clive Nolan - instrumenty klawiszowe, pianino, dzwonki, chórki
- Rik Carter - pianino, organy, instrumenty klawiszowe, klawinet
- Richard West - instrumenty klawiszowe
- Karl Groom - gitara
- Nigel Harris - perkusja
- Uwe d'Rose - gitara
- Tyna Riley - śpiew
- Patrick Barrett - śpiew
- Tracy Hitching - śpiew
- Tony Grinham - perkusja
- Nick Barrett - gitara
- Karl Groom - gitara
- Daniel Bristow - trąbka
- Mattheux Weeks - trąbka
- Iain Sullivan - saksofon
- Daniel Weeks- saksofon
- Steve Weeks - saksofon